# 타카이와 세이지
타카이와 세이지(일본어: 高岩成二 다카이와 세이지[*], 1968년 11월 3일 ~ )는 일본의 배우, 스턴트 배우, 슈트 액터이다.

## 참여 작품

### 슈퍼 전대 시리즈
- 《공룡전대 주레인저》 (1992년 ~ 1993년) - 드래곤 레인저(DragonRanger)
- 《닌자전대 가쿠레인저》 (1994년 ~ 1995년) - 닌자 레드, 레드 사루더, 배틀 사루더, 갓 사루더, 가쿠레 다이쇼군, 닌자맨
- 《전자전대 메가레인저》 (1997년 ~ 1998년) - 메가 블루, 델타 메가
- 《성수전대 긴가맨》 (1998년 ~ 1999년) - 긴가 레드, 긴가 레온, 불 타우루스
- 《구급전대 고고파이브》 (1999년 ~ 2000년) - 고 레드, 샐러맨데스, 실피자(Zylpheeza)
- 《미래전대 타임레인저》 (2000년 ~ 2001년) - 타임 레드
- 《마법전대 마지레인저》 (2005년 ~ 2006년) - 마지 레드, 마지 피닉스, 가이 샤인

### 가면라이더 시리즈
- 《가면라이더 블랙 RX》 (1988년 ~ 1989년) - 라이더 맨 (41화 ~ 47화)
- 《가면라이더 ZO》 (1993년) - 도라스
- 《가면라이더 아기토》 (2001년 ~ 2002년) - 가면라이더 아기토
- 《극장판 가면라이더 아기토: 프로젝트 G4》 (2001년) - 가면라이더 아기토
- 《가면라이더 류우키》 (2002년 ~ 2003년) - 가면라이더 류우키
- 《극장판 가면라이더 류우키: EPISODE FINAL》 - 가면라이더 류우키, 가면라이더 류우가
- 《가면라이더 류우키 스페셜 13 RIDERS》 - 가면라이더 류우키, 가면라이더 류우가
- 《가면라이더 555》 - 가면라이더 파이즈, 울프 오르페녹, 센티피드 오르페녹, 웜 오르페녹, 호스 오르페녹, 가면라이더 카이자 (21화 ~ 22화), 가면라이더 델타 (38화)
- 《극장판 가면라이더 555: 파라다이스 로스트》 (2003년): 가면라이더 파이즈, 울프 오르페녹, 가면라이더 카이자 (케이타로가 변신한 형태)
- 《가면라이더 블레이드》 (2004년 ~ 2005년): 가면라이더 블레이드, 조커
- 《극장판 가면라이더 블레이드: MISSING ACE》: 가면라이더 블레이드, 비틀 언데드, 스퀴드 언데드, 알비로치
- 《가면라이더 가부토》 (2006년 ~ 2007년) - 가면라이더 가부토, 가면라이더 다크 가부토
- 《극장판 가면라이더 가부토: GOD SPEED LOVE》 (2006년) - 가면라이더 가부토
- 《가면라이더 덴오》 (2007년 ~ 2008년) - 가면라이더 덴오 소드 폼, 모모타로스
- 《극장판 가면라이더 덴오: 이 몸, 탄생!》 (2007년) - 가면라이더 덴오 소드 폼, 모모타로스
- 《가면라이더 키바》 (2008년 ~ 2009년) - 가면라이더 키바, 가루루, 가면라이더 다크 키바
- 《극장판 가면라이더 덴오 & 키바: 클라이맥스 형사》 (2008년) - 가면라이더 덴오, 가면라이더 키바, 모모타로스
- 《극장판 가면라이더 기바: 마계성의 왕》 (2008년) - 가면라이더 기바, 가루루
- 《사라바 가면라이더 덴오: 파이널 카운트다운》 (2008년) - 가면라이더 덴오 소드 폼, 모모타로스, 가면라이더 NEW 덴오
- 《가면라이더 디케이드》 (2009년) - 가면라이더 디케이드, 가면라이더 덴오 소드 폼, 모모타로스
- 《가면라이더 G》 (2009년) - 가면라이더 디케이드
- 《초 가면라이더 덴오 & 디케이드 네오 제너레이션즈: 도깨비 섬의 전함》 (2009년) - 가면라이더 덴오, 모모타로스, 가면라이더 디케이드
- 《극장판 가면라이더 디케이드: 올라이더 대 대쇼커》 (2009년) - 가면라이더 디케이드, 가면라이더 더블, 가면라이더 덴오, 모모타로스, 라이더 맨, 가면라이더 X, 스카이라이더
- 《가면라이더 W》 (2009년 ~ 2010년) - 가면라이더 더블, 가면라이더 조커
- 《가면라이더 × 가면라이더 W & 디케이드: MOVIE 대전 2010》 (2009년) - 가면라이더 더블, 가면라이더 디케이드
- 《가면라이더 × 가면라이더 × 가면라이더 더 무비: 초 덴오 트릴로지》 (2010년) - 가면라이더 덴오, 모모타로스, 가면라이더 NEW 덴오
- 《극장판 가면라이더 W FOREVER: A to Z/운명의 가이아 메모리》 (2010년) - 가면라이더 더블, 가면라이더 조커, 가면라이더 OOO
- 《가면라이더 OOO》 (2010년 ~ 2011년) - 가면라이더 OOO , 에이지 그리드
- 《가면라이더 × 가면라이더 OOO & W feat.스컬: MOVIE 대전 CORE》 (2010년) - 가면라이더 OOO, 가면라이더 더블
- 《가면라이더 OOO WONDERFUL: 장군과 21개의 코어 메달》(2011년) - 가면라이더 OOO , 가면라이더 포제 , 가면라이더 버스
- 《가면라이더 포제》(2011년) - 가면라이더 포제
- 《가면라이더 × 가면라이더 포제 × 가면라이더 OOO: MOVIE 대전 MEGAMAX》(2011년) - 가면라이더 포제 , 가면라이더 OOO , 가면라이더 더블 히어로 시리즈

- ㅇ윚수드로보 잔퍼슨》 (1993년 ~ 1994년) - 잔퍼슨, 길드 살인 로봇
- 《중갑 B-파이터》 (1995년 ~ 1996년) - 블루 비트
- 《비 파이터 카부토》 (1996년 ~ 1997년) - B 파이터 가부토, B 파이터 겐지

## 같이 보기
- 오이와 히사노리 (에이토쿠)
- 오카모토 지로
- 와타나베 준
- 이토 마코토
- 후쿠자와 히로후미